# CYP2U1
CYP2U1 (سیتوکروم P450، خانواده ۲، زیرخانواده U، پلی پپتید ۱) پروتئینی است که در انسان توسط ژن CYP2U1 کدگذاری می‌شود.

## عملکرد
این ژن عضوی از ابرخانواده آنزیم‌های سیتوکروم P450 را کد می‌کند. پروتئین‌های سیتوکروم P450 مونواکسیژنازهایی هستند که بسیاری از واکنش‌های دخیل در متابولیسم دارو و سنتز کلسترول، استروئیدها و هیدروکسیلاسیون اسیدهای چرب و متابولیت‌های اسیدهای چرب را کاتالیز می‌کنند. CYP2U1، آراشیدونیک اسید، دوکوزاهگزانوئیک اسید (DHA) و سایر اسیدهای چرب با زنجیره بلند را متابولیزه می‌کند که نشان می‌دهد CYP2U1 ممکن است در عملکرد مغز و ایمنی نقش داشته باشد. CYP2U1 همچنین پروپانون، استون و ۲-اکسی‌پروپان را متابولیزه می‌کند.

## جهت مطالعه
- Nelson DR (May 2004). "'Frankenstein genes', or the Mad Magazine version of the human pseudogenome". Human Genomics. 1 (4): 310–6. doi:10.1186/1479-7364-1-4-310. PMC 3525266. PMID 15588491.
- Wistow G, Bernstein SL, Ray S, Wyatt MK, Behal A, Touchman JW, Bouffard G, Smith D, Peterson K (Jun 2002). "Expressed sequence tag analysis of adult human iris for the NEIBank Project: steroid-response factors and similarities with retinal pigment epithelium". Molecular Vision. 8: 185–95. PMID 12107412.
- Nelson DR, Zeldin DC, Hoffman SM, Maltais LJ, Wain HM, Nebert DW (Jan 2004). "Comparison of cytochrome P450 (CYP) genes from the mouse and human genomes, including nomenclature recommendations for genes, pseudogenes and alternative-splice variants". Pharmacogenetics. 14 (1): 1–18. doi:10.1097/00008571-200401000-00001. PMID 15128046.
- Karlgren M, Backlund M, Johansson I, Oscarson M, Ingelman-Sundberg M (Mar 2004). "Characterization and tissue distribution of a novel human cytochrome P450-CYP2U1". Biochemical and Biophysical Research Communications. 315 (3): 679–85. doi:10.1016/j.bbrc.2004.01.110. PMID 14975754.